# Suzuki K50
Suzuki K50 är en moped från det japanska företaget Suzuki. Det finns flera versioner av Suzuki K50 med olika beteckningar såsom K50B osv. beroende på årsmodell. De äldre modellerna har hastighetsmätaren fast i framlyset och okromade stänkskydd. K50:n såldes i Sverige 1971-1991 och har en strypt 49cc originalcylinder. K50:n hade i sina första versioner en treväxlad motor, men det blev snart en fyrväxlad. Denna motor satt monterade på japanska K50:s fram tills för några år sedan, men ersattes med en fyrväxlad låda. Tanken rymmer 7 liter bränsle.